# ジェラルド・クレメンス
ジェラルド・クレメンス（Gerald Maurice Clemence、1908年8月16日 - 1974年11月22日)はアメリカ合衆国の天文学者である。
ロードアイランド州のグリーンビルに生まれた。ブラウン大学で数学を学んだ後、1930年からアメリカ海軍天文台のスタッフとなり、1945年から1958年の間はアメリカ航海年鑑の編纂局長を務めた。1963年からイェール大学の講師、1966年に教授となった。
天体力学の分野で地球、月の運動を研究した。外惑星の運行を計算し400年間にわたる惑星の運行表を作成した。時間の基準として、暦表時 (ephemeris time、E.T. )を導入した。これは1900年の太陽の幾何学的平均黄経がある点になった瞬間を起点とし、惑星の軌道運動から1秒の長さを求めるものであり、1958年から1988年まで用いられた。
1965年に王立天文学会ゴールドメダル、1975年にジェームズ・クレイグ・ワトソン・メダルを受賞した。小惑星(1919)クレメンスに命名されている。